# Miss Universe 2009
Miss Universe 2009 – 58. wybory Miss Universe. Gala finałowa odbyła się 23 sierpnia 2009 w Atlantis Paradise Island w Nassau, Wyspy Bahama. Miss Universe została reprezentantka Wenezueli Stefanía Fernández.
Reprezentantką Polski była Angelika Jakubowska.

Państwa i terytoria zależne uczestniczące w Miss Universe 2009

## Rezultaty
| Tytuł              | Laureatka |
| ------------------ | --- |
| Miss Universe 2009 | Wenezuela – Stefanía Fernández |
| I Wicemiss         | Dominikana – Ada de la Cruz |
| II Wicemiss        | Kosowo – Marigona Dragusha |
| III Wicemiss       | Australia – Rachael Finch |
| IV Wicemiss        | Portoryko – Mayra Matos |
| Top 10             | Czechy – Iveta Lutovská · Francja – Chloé Mortaud · Południowa Afryka – Tatum Keshwar · Stany Zjednoczone – Kristen Dalton · Szwajcaria – Whitney Toyloy |
| Top 15             | Albania – Hasna Xhukiçi · Belgia – Zeynep Sever · Chorwacja – Sarah Ćosić · Islandia – Ingibjörg Ragnheiður Egilsdóttir · Szwecja – Renate Cerljen       |

## Nagrody specjalne
| Tytuł                      | Laureatka                     |
| -------------------------- | ----------------------------- |
| Miss Koleżeńskości         | Chiny – Wang Jingyao          |
| Miss Fotogeniczności       | Tajlandia – Chutima Durongdej |
| Najlepszy kostium narodowy | Panama – Diana Broce          |

## Lista uczestniczek
- Albania – Hasna Xhukiçi
- Angola – Nelsa Alves
- Argentyna – Johanna Lasic
- Aruba – Dianne Croes
- Australia – Rachael Finch
- Bahamy – Kiara Sherman
- Belgia – Zeynep Sever
- Boliwia – Dominique Peltier
- Brazylia – Larissa Costa
- Bułgaria – Elitsa Lubenova
- Kanada – Mariana Valente
- Kajmany – Nicosia Lawson
- Chiny – Wang Jingyao
- Kolumbia – Michelle Rouillard
- Kostaryka – Jessica Umaña
- Chorwacja – Sarah Ćosić
- Curaçao – Angenie Simon
- Cypr – Kielia Giasemidou
- Czechy – Iveta Lutovská
- Dominikana – Ada de la Cruz
- Ekwador – Sandra Vinces
- Egipt – Elham Wagdi
- Salwador – Mayella Mena
- Estonia – Diana Arno
- Etiopia – Melat Yante
- Finlandia – Essi Pöysti
- Francja – Chloé Mortaud
- Gruzja – Lika Ordzhonikidze
- Niemcy – Martina Lee
- Ghana – Jennifer Koranteng
- Wielka Brytania – Clair Cooper
- Grecja – Viviana Kampanile-Zagorianakou
- Guam – Racine Manley
- Gwatemala – Lourdes Figueroa
- Gujana – Jenel Cox
- Honduras – Bélgica Suárez
- Węgry – Zsuzsa Budai
- Islandia – Ingibjörg Ragnheiður Egilsdóttir
- Indie – Ekta Choudhry
- Indonezja – Zivanna Letisha Siregar
- Irlandia – Diana Donnelly
- Izrael – Yulia Liubianitzki
- Włochy – Laura Valenti
- Jamajka – Carolyn Yapp
- Japonia – Emiri Miyasaka
- Korea Południowa – Ree Na
- Kosowo – Marigona Dragusha
- Liban – Martine Andraos
- Malezja – JoannaBelle Ng
- Mauritius – Anaïs Veerapatren
- Meksyk – Karla Carrillo
- Czarnogóra – Anja Jovanović
- Namibia – Happie Ntelamo
- Holandia – Avalon-Chanel Weyzig
- Nowa Zelandia – Katie Taylor
- Nikaragua – Indiana Sánchez
- Nigeria – Sandra Otohwo
- Norwegia – Eli Landa
- Panama – Diana Broce
- Paragwaj – Mareike Baumgarten
- Peru – Karen Schwarz
- Filipiny – Pamela Bianca Manalo
- Polska – Angelika Jakubowska
- Portoryko – Mayra Matos
- Rumunia – Elena Bianca Constantin
- Rosja – Sofia Rudiewa
- Serbia – Dragana Atlija
- Singapur – Rachel Kum
- Słowacja – Denisa Mendrejová
- Słowenia – Mirela Korač
- Południowa Afryka – Tatum Keshwar
- Hiszpania – Estíbaliz Pereira
- Szwecja – Renate Cerljen
- Szwajcaria – Whitney Toyloy
- Tanzania – Illuminata James
- Tajlandia – Chutima Durongdej
- Turcja – Senem Kuyucuoğlu
- Ukraina – Kristina Kots-Gotlib
- Urugwaj – Cintia Dottone
- Stany Zjednoczone – Kristen Dalton
- Wenezuela – Stefanía Fernández
- Wietnam – Võ Hoàng Yến
- Zambia – Andella Chileshe Matthews

## Państwa, które nie startowały
- Antigua i Barbuda (?)
- Dania (?)
- Kazachstan (Olga Nikitina - brak sponsoringu)
- Mariany Północne (Sorene Maratita - brak sponsoringu)
- Sri Lanka (Faith Landers - nie brała udziału pomimo zgłoszenia przybycia)
- Saint Vincent i Grenadyny (Ronique Dellimore - nie brała udziału pomimo zgłoszenia przybycia)
- Trynidad i Tobago (brak kandydatki z Trynidadu oraz brak sponsoringu)
- Turks i Caicos (Jewel Selver - wycofała się z powodu dolegliwości chorobowych)

## Transmisje wTV
Miss Universe '09 transmitowały następujące stacje telewizyjne:
- Argentyna: TNT Latin America
- Belgia: Star! Benelux
- Boliwia: Unitel
- Brazylia: Rede Bandeirantes i TNT
- Chile: TNT Latin America
- Kolumbia: Caracol i TNT
- Kostaryka: Teletica
- Dominikana: Telemundo i Color Vision
- Ekwador: Gamavisión
- Egipt: Melody Screen
- Salwador: TCS
- Estonia: Star! Baltics
- Finlandia: Star! Scandinavia i MTV3
- Grecja: ANT1
- Hongkong: STAR World
- Islandia: Star! Scandinavia
- Indonezja: Indosiar
- Izrael: Arutz 2
- Liban: LBC (kanał telewizyjny) i MBC3
- Malezja: STAR World
- Meksyk: Televisa i TNT
- Holandia: Star! Benelux
- Nikaragua: Televicentro
- Norwegia: Star! Scandinavia and TV2
- Panama: Telemetro
- Peru: ATV
- Filipiny: ABS-CBN, Studio 23, Velvet
- Portoryko: Telemundo
- Szwecja: Star! Scandinavia
- Tajlandia: Channel 7
- Turcja: K1
- Stany Zjednoczone: NBC
- Wenezuela: Venevisión i TNT
- Wietnam: HTV7 i STAR World